# Hilaroleopsis nigerrima
Hilaroleopsis nigerrima là một loài bọ cánh cứng trong họ Cerambycidae.